# 神栖郵便局
神栖郵便局（かみすゆうびんきょく）は茨城県神栖市にある郵便局。民営化前の分類では集配普通郵便局であった。

## 概要
住所：〒314-0199 茨城県神栖市溝口4991

## 沿革
- 1972年（昭和47年）4月24日 - 神栖郵便局として、鹿島郡神栖町溝口に開局。深芝郵便局および萩原郵便局から集配業務を移管[1]。
- 1981年（昭和56年）7月10日 - 風景入通信日付印の使用を開始。
- 1998年（平成10年）9月1日 - 外国通貨の両替および旅行小切手の売買に関する業務取扱を開始。
- 2007年（平成19年）10月1日 - 民営化に伴い、併設された郵便事業神栖支店に一部業務を移管。
- 2012年（平成24年）10月1日 - 日本郵便株式会社発足に伴い、郵便事業神栖支店を神栖郵便局に統合。

## 取扱内容
- 郵便、印紙、ゆうパック、内容証明
- 貯金、為替、振替、振込、国際送金、外貨両替・トラベラーズチェック、国債、投資信託
- 生命保険、バイク自賠責保険、自動車保険
- ゆうちょ銀行ATM
- 神栖市内の一部地域の集配業務
- ゆうゆう窓口

## 周辺
- 神栖市役所
- 神栖市文化センター
- 鹿島臨海工業地帯
- 神之池

## アクセス
- 関鉄バス 神栖市役所停留所下車
- 東関東自動車道 潮来ICから南東へ約10km
- 国道124号沿い
- 駐車場あり：13台